# Championnat d'Autriche de football 2000-2001
Navigation
Saison précédente Saison suivante
La saison 2000-2001 du Championnat d'Autriche de football était la 90e édition du championnat de première division en Autriche. Les 10 meilleurs clubs du pays se retrouvent au sein d'une poule unique, la Bundesliga, où ils s'affrontent quatre fois, deux fois à domicile et deux fois à l'extérieur. À l'issue du championnat, le dernier de la poule est relégué et remplacé par le club champion de D2.
C'est le FC Tirol Innsbruck, champion en titre, qui remporte la compétition en terminant en tête du championnat. C'est le 9e titre de champion d'Autriche de l'histoire du club. Le club d'Innsbruck manque de peu le doublé puisqu'il s'incline en finale de la Coupe d'Autriche face au FC Kärnten, club champion de deuxième division.

## Les 10 clubs participants
| - FC Tirol Innsbruck - SK Rapid Vienne - Grazer AK - SK Sturm Graz - FK Austria Vienne | - SV Austria Salzbourg - SV Ried - SC Schwarz-Weiß Bregenz - VfB Admira Wacker Mödling - LASK Linz |

## Compétition

### Classement
Le barème utilisé pour établir le classement est le suivant :
- Victoire : 3 points
- Match nul : 1 point
- Défaite : 0 point

| Rang | Équipe                      | Pts | J  | G  | N  | P  | Bp | Bc | Diff |
| ---- | --------------------------- | --- | -- | -- | -- | -- | -- | -- | ---- |
| 1    | FC Tirol Innsbruck T        | 68  | 36 | 20 | 8  | 8  | 63 | 31 | +32  |
| 2    | SK Rapid Vienne             | 60  | 36 | 16 | 12 | 8  | 62 | 36 | +26  |
| 3    | Grazer AK                   | 57  | 36 | 16 | 9  | 11 | 49 | 40 | +9   |
| 4    | SK Sturm Graz               | 55  | 36 | 16 | 7  | 13 | 58 | 44 | +14  |
| 5    | FK Austria Vienne           | 50  | 36 | 14 | 8  | 13 | 47 | 43 | +4   |
| 6    | SV Austria Salzburg         | 49  | 36 | 13 | 10 | 13 | 49 | 45 | +4   |
| 7    | SV Ried                     | 48  | 36 | 13 | 9  | 14 | 51 | 52 | -1   |
| 8    | SC Schwarz-Weiß Bregenz     | 38  | 36 | 10 | 8  | 18 | 40 | 67 | -27  |
| 9    | VfB Admira Wacker Mödling P | 36  | 36 | 8  | 12 | 16 | 29 | 63 | -34  |
| 10   | LASK Linz                   | 33  | 36 | 8  | 9  | 19 | 43 | 70 | -27  |

|  | Qualification pour la Ligue des clubs champions 2001-2002                               |
|  | Qualification pour la Coupe UEFA 2001-2002                                              |
|  | Qualification pour la Coupe Intertoto 2001                                              |
|  | Relégation en 1.division                                                                |
|  | T : Tenant du titre C : Vainqueur de la Coupe d'Autriche P : Promu de deuxième division |

## Bilan de la saison
| Championnat d'Autriche de football 2000-2001                    |                               |
| Champion                                                        | FC Tirol Innsbruck (2e titre) |
| Coupes et trophées                                              |                               |
| Vainqueur de la Coupe d'Autriche 2000-2001                      | FC Kärnten (1.division)       |
| Qualifications continentales                                    |                               |
| Ligue des clubs champions 2001-2002 (1er tour de qualification) | FC Tirol Innsbruck            |
| Coupe UEFA 2001-2002                                            | FC Kärnten                    |
| Coupe UEFA 2001-2002                                            | SK Rapid Vienne               |
| Coupe UEFA 2001-2002                                            | Grazer AK                     |
| Coupe Intertoto 2001                                            | SK Sturm Graz                 |
| Promotions et relégations                                       |                               |
| Promus en Bundesliga                                            | FC Kärnten                    |
| Relégués en 1.division                                          | LASK Linz                     |